# Lambis lilikae
Espèce
Lambis lilikae est une espèce de mollusques gastéropodes de la famille des Strombidae.
- Répartition : Philippines[1].